# Gefecht am Coconut Grove
Amerikanische Phase

1943

Treasury-Inseln –
Choiseul –
Torokina I –
Kaiserin-Augusta-Bucht –
Koromokina-Lagune –
Piva Trail –
Coconut Grove –
Piva Forks –
Kap St. George –
Koiari –

Hellzapoppin Ridge/Hügel 600A 

1944

Green Islands 

Torokina II 

Australische Phase

Pearl Ridge 

1945

Tsimba Ridge –
Slater’s Knoll –
Hongorai –
Porton Plantage –
Ratsua
Das Gefecht am Coconut Grove war ein Gefecht zwischen dem United States Marine Corps und den Streitkräften der Kaiserlich Japanischen Armee auf Bougainville. Die Schlacht fand am 13. und 14. November 1943 während der Bougainville-Kampagne statt und folgte einer erfolgreichen Landung um Kap Torokina Anfang November, als Teil des Vormarsches in Richtung Rabaul im Rahmen der Operation Cartwheel.
In den Tagen nach der Landung wurden mehrere Aktionen rund um den Brückenkopf an der Koromokina-Lagune und entlang des Piva Trails ausgetragen. Als der Brückenkopf gesichert war, rückte eine kleine Aufklärungsgruppe vor und begann, Standorte für den Flugplatzbau außerhalb des Brückenkopfes zu finden. Um mit dem Bau beginnen zu können, wurde Truppen vom 21. Marine Regiment der Befehl erteilt, das Gebiet um den Numa Numa Trail zu besetzen und sie gingen vor. Kurz darauf wurden sie von japanischen Soldaten bemerkt und sofort unter Feuer genommen. Dieses Gefecht ging über zwei volle Tage und als die Marines Verstärkungen erhielten, zogen die japanischen Truppen sich zurück und überließen den Amerikanern die Kontrolle über die taktisch wertvolle Kreuzung des Numa Numa und East-West-Trails. Ein weiteres Gefecht wurde an der Gabelung des Piva Flusses nach dem Überfall am Coconut Grove ausgefochten.

## Hintergrund
Anfang November waren US-Streitkräfte beim Kap Torokina gelandet und hatten einen Brückenkopf errichtet. Die Alliierten wollten auf Bougainville Luftwaffenstützpunkte errichten, um die japanische Hauptbasis bei Rabaul angreifen und isolieren zu können, es war das Hauptziel der Operation Cartwheel. Eine japanische Gegenlandung in der Koromokina-Lagune kurz nach der US Landung wurde zurückgeschlagen und der Brückenkopf gesichert. Anschließend wurden Truppen in Richtung des Piva Trails, einer wichtigen Zufahrtsstraße zum Kap Torokina, vorgeschoben, um den schmalen Brückenkopf zu verteidigen, während weitere Vorräte und Verstärkungen gelandet wurden. Der japanische Kommandant auf Bougainville, Generalleutnant Hyakutake Seikichi, befahl dem 23. japanischen Infanterieregiment, von der japanischen Hauptstellung um Buin im Süden der Insel auf Kap Torokina vorzurücken. Daraus entwickelte sich das Gefecht am Piva Trail, als die japanischen Truppen erstmals auf die Amerikaner trafen. Das Ergebnis war die Eroberung des Gebietes 'Piva' durch die Amerikaner, wo dann eine Gruppe Seabees eskortiert von Marines, nach einem brauchbaren Platz für eine Luftwaffenbasis suchten. Sie wurden fündig, ca. 1,5 km außerhalb des Brückenkopfes und 5 km landeinwärts. Sie begannen mit den Vorbereitungen für den Bau von mehreren Landebahnen für Bomber und Jäger.

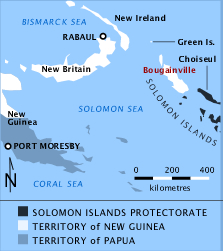
Bougainville and surrounds

Am 9. November kehrten die Seabees zum Brückenkopf zurück und am folgenden Tag kehrte auch die Kampfpatrouille zurück, nachdem sie mit einer japanischen Patrouille zusammengestoßen war. Weitere Patrouillen wurden den Piva Trail hinaufgeschickt und rückten an einem Kokosnusshain vorbei, der sich in der Nähe der Kreuzung mit dem East-West-Trail befand. Diese Patrouillen konnten keine feindlichen Truppen finden. Außerdem behinderten Sümpfe in der Umgebung die Versorgung und verlangsamten die Bewegung. Infolgedessen war es den US-Streitkräften zunächst unmöglich, den Umfang ihres Brückenkopfs weit genug vorzuschieben, um den von den Seabees ausgewählten Platz für den vorgeschlagenen Flugplatz abzudecken. Es wurde daher beschlossen, an der Kreuzung der Numa Numa- und East-West-Trail einen starken Außenposten zu errichten, der in der Lage war, sich selbst zu verteidigen, bis der Brückenkopf genügend erweitert werden konnte, um den Posten mit einzuschließen. Dieser Außenposten sollte auch Patrouillen aussenden, um die japanischen Streitkräfte in der Umgebung in Atem zu halten. Am 12. November rückte eine Patrouille in Kompaniestärke am Numa Numa Trail vor. Sie sollte bis zur Kreuzung mit dem East-West-Trail vorgehen und von dort beide Wege etwa 1 km weit erkunden und später den erwähnten Außenposten dort errichten. Die japanischen Truppen waren in der Zeit nicht untätig geblieben und hatten eine starke Position an dem Kokosnusshain aufgebaut.
In der Nacht vom 12. auf den 13. November wurden die Befehle der Marines geändert. Die Stärke der Patrouillen wurde auf zwei Kompanien erhöht, außerdem sollten Versorgungs- und Unterstützungseinheiten und ein Artillerie-Beobachterteam, um die Feuerunterstützung zu kontrollieren die Patrouille begleiten. Es wurde auch beschlossen, die Einrichtung des Außenpostens an der Kreuzung des East-West- und des Numa-Numa-Trails zu beschleunigen. Mit Hinblick auf die Wichtigkeit der Aufgabe, wurde jetzt sogar ein ganzes Bataillon (vier Kompanien) unter dem Kommando von Oberstleutnant Eustace Smoak zu der Kreuzung geschickt. Dadurch konnte Oberstleutnant Smoak eine ganze Kompanie in Reserve halten. Der Patrouille wurde der Befehl erteilt, am 13. November früh aufzubrechen.

## Das Gefecht
Nach einigen Verzögerungen rückte eine Kompanie, gefolgt vom Rest des Bataillons, auf dem Numa Numa Trail vor. Japanische Streitkräfte hatten sich allerdings ebenfalls formiert und warteten auf die Amerikaner. Als diese um 11 Uhr vormittags noch etwa 200 m von ihrem vorläufigen Ziel entfernt waren, empfing sie ein starkes Feuer aus Maschinengewehren und Mörsern und auch von Scharfschützen. Die Marines suchten sofort Deckung und sandten nach Verstärkung. Die drei anderen Kompanien hatten Probleme gehabt, ihre Vorräte wegen des schlammigen Bodens zu transportieren und waren deshalb zurückgeblieben.
Als Verstärkung wurde eine weitere Kompanie mit den Artilleriebeobachtern nach etwa zwei Stunden nach vorn geschickt. Weil das hauptsächliche Feuer von Osten aus der Richtung des Piva Flusses kam, forderten die Beobachter sofort eine Konzentration des Artilleriefeuers auf dieses Gebiet. Der amerikanische Bataillonsführer Smoak versuchte, seine Truppen umzugruppieren, was sich als schwierig erwies, denn sie waren in erheblicher Unordnung und er bekam auch sich widersprechende Meldungen ihrer Positionen. Weil Smoak nicht in der Lage war, die genauen Standorte seiner Einheiten zu lokalisieren und auch der Kontakt zum Regimentshauptquartier und zur Artillerie unterbrochen war, beschloss er, dass seine Truppen sich eingraben sollten.

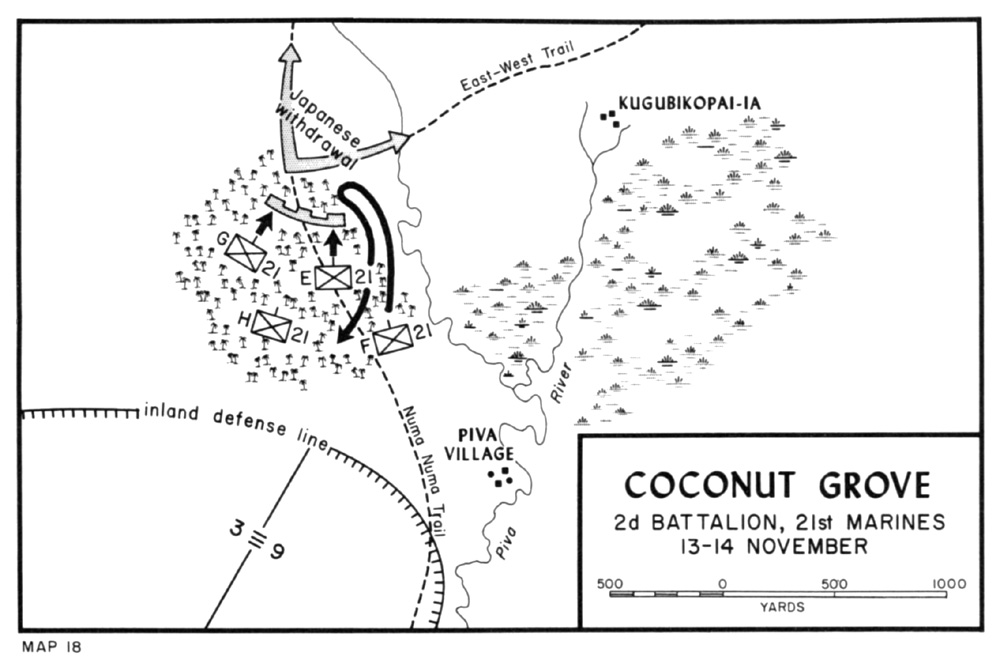
Karte mit den Bewegungen der Einheiten

Am frühen Abend war die Verbindung mit dem Regimentsgefechtsstand wieder hergestellt und das Bataillon bekam den Befehl, den Angriff am nächsten Morgen mit Panzer- und Luftunterstützung wieder aufzunehmen. In der Nacht hielten sich auch die japanischen Truppen zurück und machten keinen Versuch, die amerikanischen Stellungen anzugreifen. Am Morgen des 14. November sollte der Angriff beginnen und um neun Uhr früh begann der geplante Luftangriff von 18 Grumman TBF Avenger, die ein von der Artillerie mit Rauch markiertes Gebiet bombardierten. Um 11 Uhr sollte der Infanterieangriff beginnen, geplant war ein Frontalangriff, der von fünf leichten M3 Stuart Panzern unterstützt werden sollte. Wegen eines weiteren Zusammenbruchs der Kommunikation, wurde der Angriff um fast eine Stunde verschoben und sollte jetzt mit Hilfe von Artillerievorbereitung und einer folgenden Feuerwalze erfolgen.
Nachdem die Feuerwalze weitergerollt war, kehrten die japanischen Soldaten in ihre Stellungen zurück und eröffneten das Feuer mit Gewehren und Maschinengewehren auf die nachfolgenden Marines und die Panzer, mit dem Erfolg, dass die Angreifer wieder völlig in Unordnung gerieten, die Panzer versehentlich auf eigene Truppen schossen und wild zwischen den eigenen Leuten umherfuhren. Zwei Panzer wurden durch Minen bzw. Abwehrfeuer beschädigt. Zu diesem Zeitpunkt brach die Feuerdisziplin der Marines völlig zusammen und sie feuerten wild auf alles, was sich bewegte. Die japanischen Truppen hatten inzwischen das Feuer eingestellt. Smoak brach den Angriff sicherheitshalber ab und ließ Patrouillen aussenden, um nach dem Feind zu suchen. Als die Patrouillen zurückkehrten, hatten sie keine Gegner mehr gefunden, denn die japanischen Verteidiger hatten sich in Richtung Norden und Osten zurückgezogen. Die Marines hatten glücklich ihre Ziele erreicht und organisierten eine Verteidigungsstellung für die Nacht.

## Auswirkungen
Die Kämpfe endeten damit, dass die Marines die Kontrolle über die wichtige Kreuzung zwischen Numa Numa und East-West-Trail erlangten. Damit wurden die Bedingungen für die US-Streitkräfte geschaffen, um ab dem 15. November einen Vormarsch an allen Fronten zu beginnen und den Umfang des Torokina-Brückenkopfs auf etwa 1.000 m an der linken (West-)Flanke und etwa 1.500 m nördlich in der Mitte zu erweitern, zur Binnenverteidigungslinie, die als „Dog“ bekannt war. Dies ermöglichte den Beginn des Baus der Flugplätze bei Piva. In der Zwischenzeit, als der Brückenkopf weiter konsolidiert worden war, wurden weitere Vorräte um Cape Torokina gelandet. Ein paar Tage nach dem Kämpfen um den Coconut Grove, war das Gefecht von Piva Forks die letzte größere Aktion um den Torokina-Brückenkopf für 1943. Während im Dezember auch um Hellzapoppin Ridge und den Hill 600A kleinere Aktionen ausgetragen wurden, ließen die Kämpfe um Bougainville weitgehend bis März 1944 nach, als die Japaner einen großangelegten Angriff auf Torokina starteten.